# Grand Prix automobile d'Espagne 2000
GP précédent GP suivant
Le Grand Prix automobile d'Espagne 2000 (Gran Premio Marlboro de España 2000), disputé sur le circuit de Catalogne à Barcelone en Espagne le 7 mai 2000, est la 651e épreuve de l'histoire du championnat du monde de Formule 1 courue depuis 1950 et la cinquième manche du championnat 2000.

## Classement
| Pos. | No | Pilote                | Écurie             | Tours | Temps/Abandon                      | Grille | Points |
| ---- | -- | --------------------- | ------------------ | ----- | ---------------------------------- | ------ | ------ |
| 1    | 1  | Mika Häkkinen         | McLaren-Mercedes   | 65    | 1 h 33 min 55 s 390 (196,405 km/h) | 2      | 10     |
| 2    | 2  | David Coulthard       | McLaren-Mercedes   | 65    | + 16 s 066                         | 4      | 6      |
| 3    | 4  | Rubens Barrichello    | Ferrari            | 65    | + 29 s 112                         | 3      | 4      |
| 4    | 9  | Ralf Schumacher       | Williams-BMW       | 65    | + 37 s 311                         | 5      | 3      |
| 5    | 3  | Michael Schumacher    | Ferrari            | 65    | + 47 s 983                         | 1      | 2      |
| 6    | 5  | Heinz-Harald Frentzen | Jordan-Mugen-Honda | 65    | + 1 min 21 s 925                   | 8      | 1      |
| 7    | 17 | Mika Salo             | Sauber-Petronas    | 64    | + 1 tour                           | 12     |        |
| 8    | 23 | Ricardo Zonta         | BAR-Honda          | 64    | + 1 tour                           | 16     |        |
| 9    | 11 | Giancarlo Fisichella  | Benetton-Playlife  | 64    | + 1 tour                           | 13     |        |
| 10   | 12 | Alexander Wurz        | Benetton-Playlife  | 64    | + 1 tour                           | 18     |        |
| 11   | 7  | Eddie Irvine          | Jaguar-Ford        | 64    | + 1 tour                           | 9      |        |
| 12   | 6  | Jarno Trulli          | Jordan-Mugen-Honda | 64    | + 1 tour                           | 7      |        |
| 13   | 8  | Johnny Herbert        | Jaguar-Ford        | 64    | + 1 tour                           | 14     |        |
| 14   | 20 | Marc Gené             | Minardi-Fondmetal  | 63    | + 2 tours                          | 20     |        |
| 15   | 21 | Gaston Mazzacane      | Minardi-Fondmetal  | 63    | + 2 tours                          | 21     |        |
| 16   | 15 | Nick Heidfeld         | Prost-Peugeot      | 62    | + 3 tours                          | 19     |        |
| 17   | 10 | Jenson Button         | Williams-BMW       | 61    | Moteur                             | 10     |        |
| Abd. | 19 | Jos Verstappen        | Arrows-Supertec    | 25    | Boîte de vitesses                  | 11     |        |
| Abd. | 22 | Jacques Villeneuve    | BAR-Honda          | 21    | Accélérateur                       | 6      |        |
| Abd. | 14 | Jean Alesi            | Prost-Peugeot      | 1     | Collision                          | 17     |        |
| Abd. | 18 | Pedro de la Rosa      | Arrows-Supertec    | 1     | Collision                          | 22     |        |
| Abd. | 16 | Pedro Diniz           | Sauber-Petronas    | 0     | Sortie de piste                    | 15     |        |

## Pole position et record du tour
- Pole position : Michael Schumacher en 1 min 20 s 974 (vitesse moyenne : 210,290 km/h).
- Meilleur tour en course : Mika Häkkinen en 1 min 24 s 470 au 28e tour (vitesse moyenne : 201,586 km/h).

## Tours en tête
- Michael Schumacher : 38 (1-23 / 27-41)
- Mika Häkkinen : 27 (24-26 / 42-65)

## Statistiques
- 15e victoire pour Mika Häkkinen.
- 125e victoire pour McLaren en tant que constructeur.
- 30e victoire pour Mercedes en tant que motoriste.
- Pedro de la Rosa, initialement qualifié 9e, a été rétrogradé en fond de grille pour utilisation d'essence non conforme.